# Troika (EU-Politik)
Troika (griechisch Τρόικα ‚Dreigespann‘) bezeichnete eine Kooperation von Europäischer Zentralbank, Internationalem Währungsfonds und Europäischer Kommission. Die Troika bzw. ihre Repräsentanten verhandelten mit Mitgliedsländern der Eurozone über Kreditprogramme und wirkten als Kontrollinstanz des Europäischen Stabilitätsmechanismus. Besondere Bekanntheit erlangte die Troika im Zuge der seit Herbst 2009 öffentlich bekannten griechischen Staatsschuldenkrise.
Im Jahre 2015 wurde der Begriff Troika auf Wunsch der neu gewählten griechischen Regierung im offiziellen Sprachgebrauch durch Institutionen ersetzt. Mit Beginn der Verhandlungen über ein drittes Kreditprogramm für Griechenland wurde die Troika im Juli 2015 ersetzt durch die Quadriga.

## Zusammensetzung
Die Organisationen der Troika wurden bis zu ihrer Auflösung 2015 durch folgende Personen repräsentiert:
| Gremium                       | Ressort/Amt                                                   | Person               | Herkunftsland | Bild |
| ----------------------------- | ------------------------------------------------------------- | -------------------- | ------------- | ---- |
| Europäische Kommission        | Präsident (Beamter)                                           | Jean-Claude Juncker  | Luxemburg     |      |
| Europäische Kommission        | Vizepräsident, Kommissar für Wirtschaft und Währung (Beamter) | Olli Rehn            | Finnland      |      |
| Europäische Kommission        | benannter Verhandlungsführer                                  | Matthias Mors        | Deutschland   |      |
| Europäische Zentralbank       | Präsident der EZB (Beamter)                                   | Mario Draghi         | Italien       |      |
| Europäische Zentralbank       | Abteilungsleiter bei der EZB, benannter Verhandlungsführer    | Klaus Masuch         | Deutschland   |      |
| Internationaler Währungsfonds | geschäftsführende Direktorin des IWF, engl. Managing Director | Christine Lagarde    | Frankreich    |      |
| Internationaler Währungsfonds | benannter Verhandlungsführer                                  | Poul Mathias Thomsen | Dänemark      |      |

Klaus Masuch war Verhandlungsführer der EZB-Delegation in Griechenland und Abteilungsleiter im Directorate Economic Developments, zuständig für die EU Countries Division, mit den Sektionen Convergence & Structural Analysis Section und Forecasting & Monitoring Section. Masuch arbeitete zuvor bei der deutschen Bundesbank.
Matthias Mors war Mitarbeiter in der Kommission und vertrat den Bereich Volkswirtschaften der Mitgliedstaaten II. Sein Studium als Ökonom hat er in Regensburg und Oxford absolviert.
Der Däne Poul Thomsen arbeitete über 30 Jahre als Ökonom für den IWF. Er ist dafür bekannt, dass er Finanzhilfen nur im Gegenzug für („marktfreundliche“) Reformen im Finanzbereich vergibt. Die Umsetzung solcher Programme hatte Thomsen bereits zuvor unter anderem im ehemaligen Jugoslawien, Russland und Island überwacht.

## Position der EZB
Die EZB hatte nur eine beratende Funktion innerhalb der Troika, da die Rettungsprogramme von IWF und EU-Kommission unterschrieben wurden. Laut Informationen der Süddeutschen Zeitung gab es seit dem 5. März 2013 Überlegungen bei der EZB, aus der Troika auszusteigen. Der ehemalige Präsident der Europäischen Kommission, José Manuel Barroso, äußerte im Juni 2013, er wolle die Arbeit der Troika langfristig beenden.

## Kritik
Das Europäische Parlament verabschiedete im März 2014 einen Bericht, der die Troika scharf kritisierte und sich für deren schrittweise Abschaffung aussprach. Das Gremium habe einseitig auf Sparmaßnahmen gesetzt und Wachstumsimpulse vernachlässigt. Abgeordnete kritisierten, dem Gremium fehle es an juristischer und demokratischer Legitimation und Kontrolle.
Der Wirtschaftsjournalist Harald Schumann kritisierte im Februar 2015, dass die Troika auf Lohnsenkungen in kriselnden Staaten gedrängt hatte. Seiner Ansicht nach seien die Troika-Mitglieder als Beamte der EU-Kommission zwar auf EU-Recht verpflichtet, hätten aber dennoch gegen Artikel 153 des Vertrages von Lissabon verstoßen, der festschreibt, dass die EU und ihre Organe nicht für das Arbeitsentgelt zuständig sind. In allen Krisenländern wurden Reformen zur Lohnsenkung durchgeführt, beispielsweise Senkungen der Mindestlöhne in Irland, Portugal und Griechenland. In Griechenland wurde nach einer Drohung, die nächste Kreditauszahlung zu sperren, der Mindestlohn um ein Fünftel auf 3,40 Euro pro Stunde gesenkt, obwohl Gewerkschaften, Arbeitgeberverbände und der zuständige Minister Giorgios Koutroumanis dagegen waren. Außerdem wurde das System der Tarifverträge zerschlagen – in Portugal arbeiteten 2014 nur noch 6 Prozent der Beschäftigten nach Tarif. Die Lohnsenkungen schufen laut Schumann keine neuen Arbeitsplätze; eine massive Auswanderung sei stattdessen eine Folge.
Weiter interviewte Schumann Antonis Manitakis, der in der Regierung Samaras die Verwaltung reformieren und nach individueller Prüfung „die Unfähigen oder Korrupten“ entlassen wollte. Nachdem der öffentliche Dienst bereits ohne Massenentlassungen auf 70 % der Angestellten geschrumpft war, forderte Poul Thomsen, Leiter der IWF-Delegation, ultimativ die Entlassung von 15.000 Angestellten, davon 4.000 sofort. Daraufhin wurden der staatliche Rundfunk geschlossen, Lehrer, Ärzte und Schulinspektoren kollektiv entlassen. Die Verwaltungsreform wurde dagegen nicht weiter verfolgt, und Manitakis trat zurück. Entlassungen bei den Finanzbehörden führten zu Steuerausfällen.
Die Troika wurde darüber hinaus als undemokratisch empfunden, da diese weder parlamentarisch noch direkt durch Bürger gewählt wurde. Die von ihr erzwungenen harten Sparmaßnahmen kritisierte der Soziologe Stephan Lessenich als „innere Kolonialisierung Europas“.
In einer Rede vom 15. Juli 2014 teilte der damalige Kommissionspräsident Jean-Claude Juncker mit, die Troika neu strukturieren zu wollen: „In Zukunft sollte es uns gelingen, die ‚Troika‘ durch eine Struktur mit stärkerer demokratischer Legitimation und Rechenschaftspflicht zu ersetzen, die um die europäischen Institutionen herum angesiedelt ist, mit verstärkter parlamentarischer Kontrolle sowohl auf europäischer als auch auf nationaler Ebene.“

## Dokumentationen
- Arpad Bondy, Harald Schumann: Macht ohne Kontrolle – Die Troika. Arte, 24. Februar (90 Min., alternativ auf Youtube)